# Lastovo (Dubrovnik-Neretva)
Pour l’article homonyme, voir Île de Lastovo.
Lastovo (Lagosta en italien) est un village et une municipalité située sur l'île Lastovo, dans le comitat de Dubrovnik-Neretva, en Croatie. Au recensement de 2001, la municipalité comptait 835 habitants, dont 93,17 % de Croates et le village seul comptait 451 habitants.

## Histoire
L'île fut italienne de 1920 à 1947.

## Localités
La municipalité de Lastovo compte 7 localités :

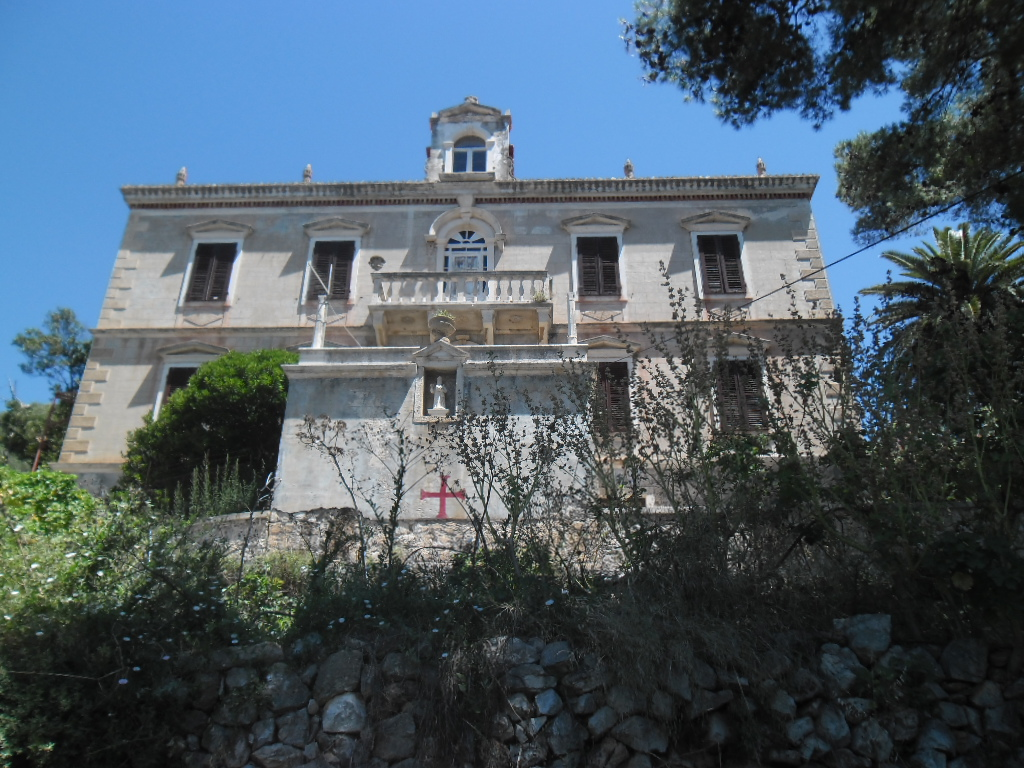
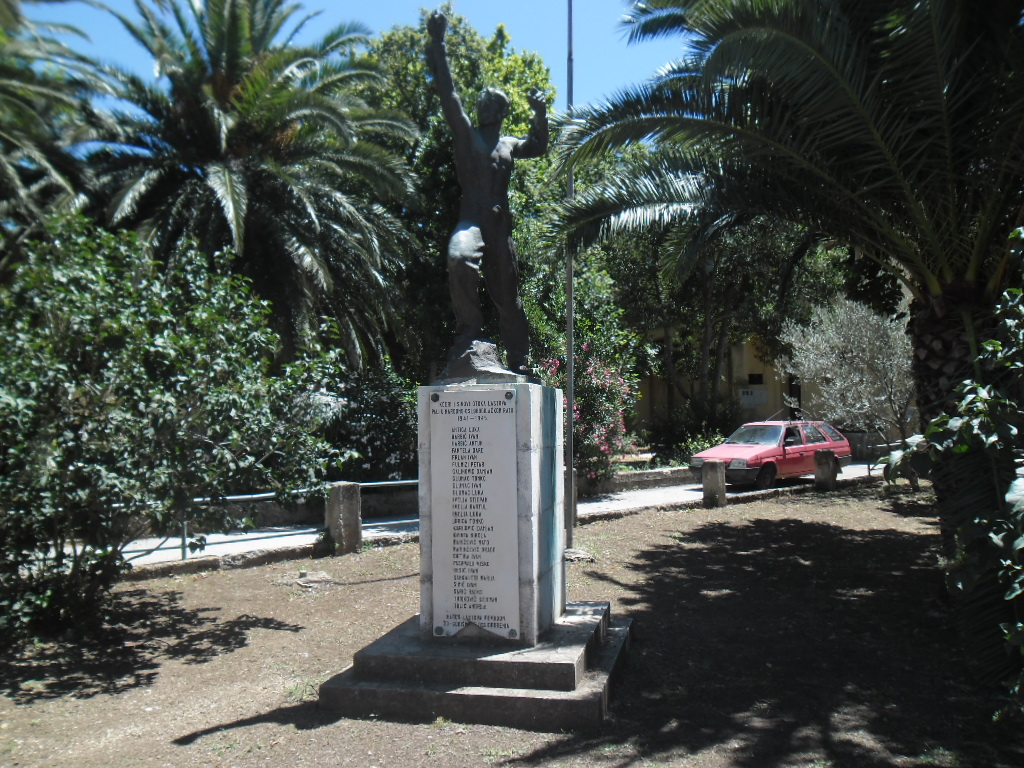
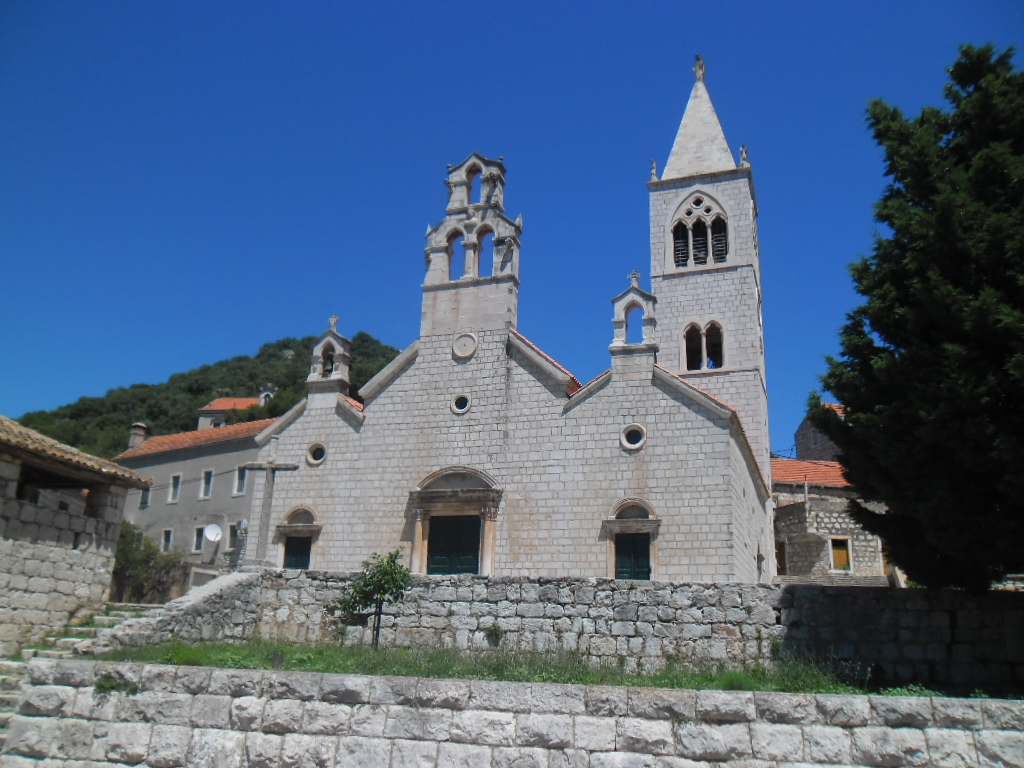
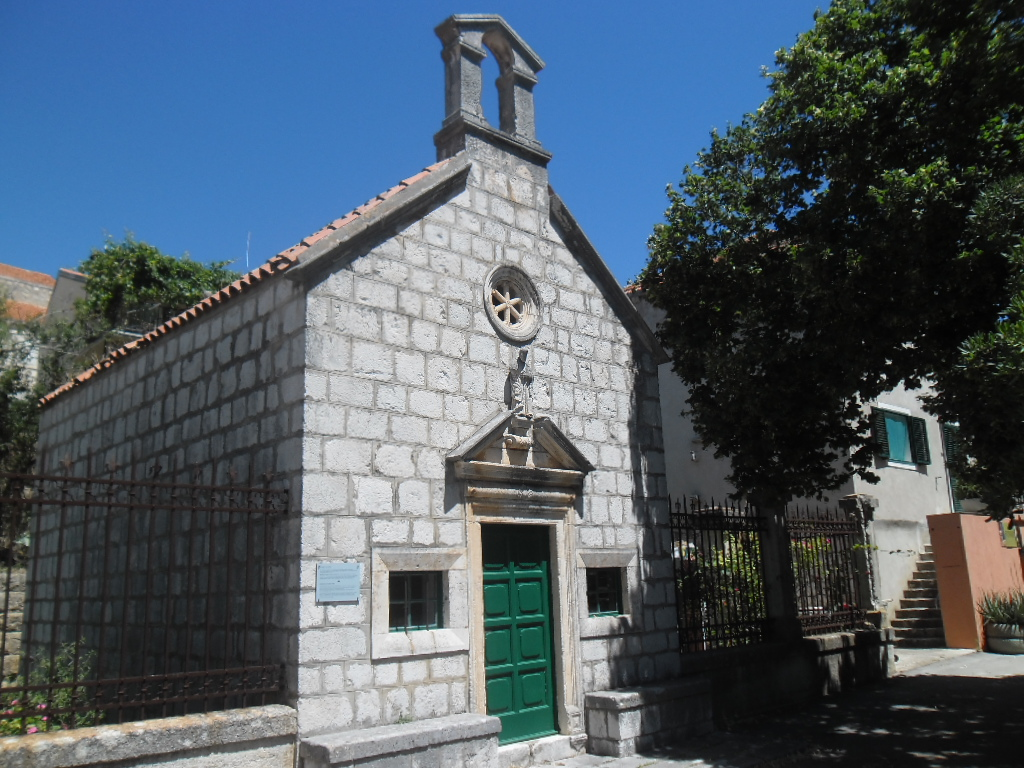
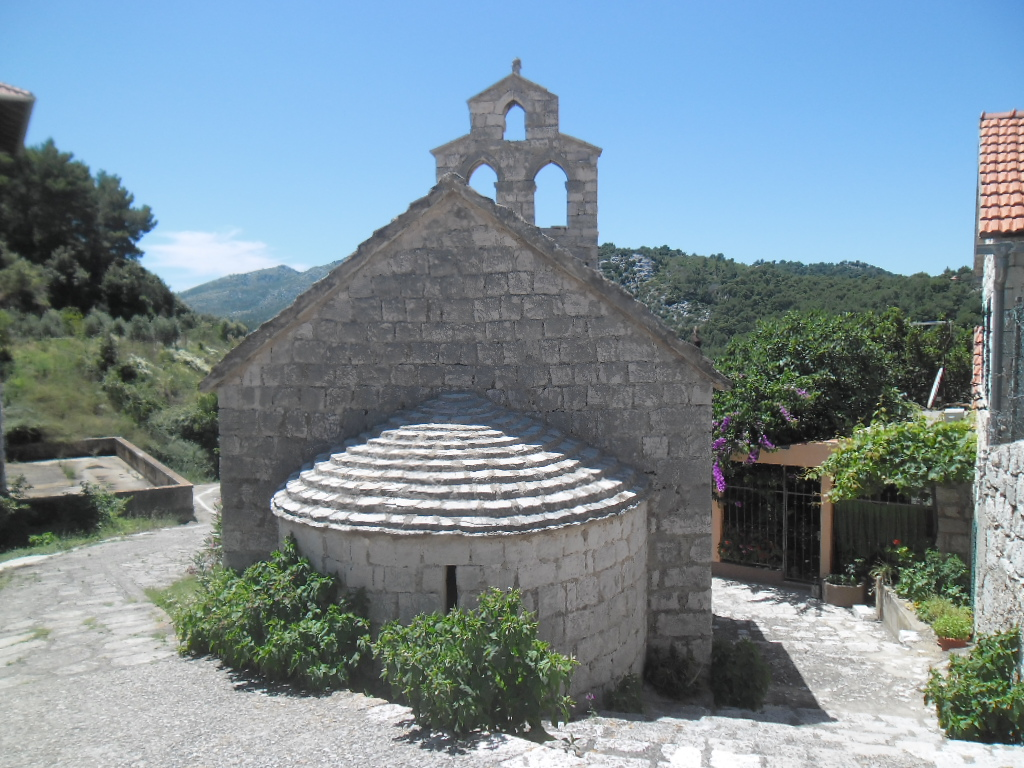
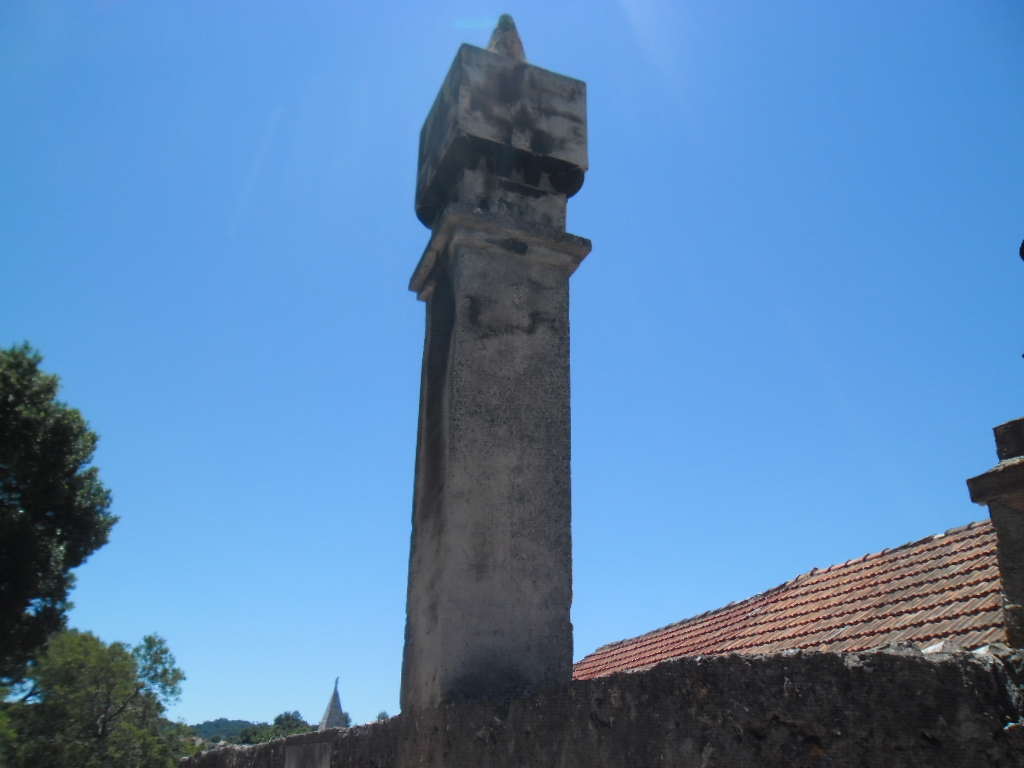
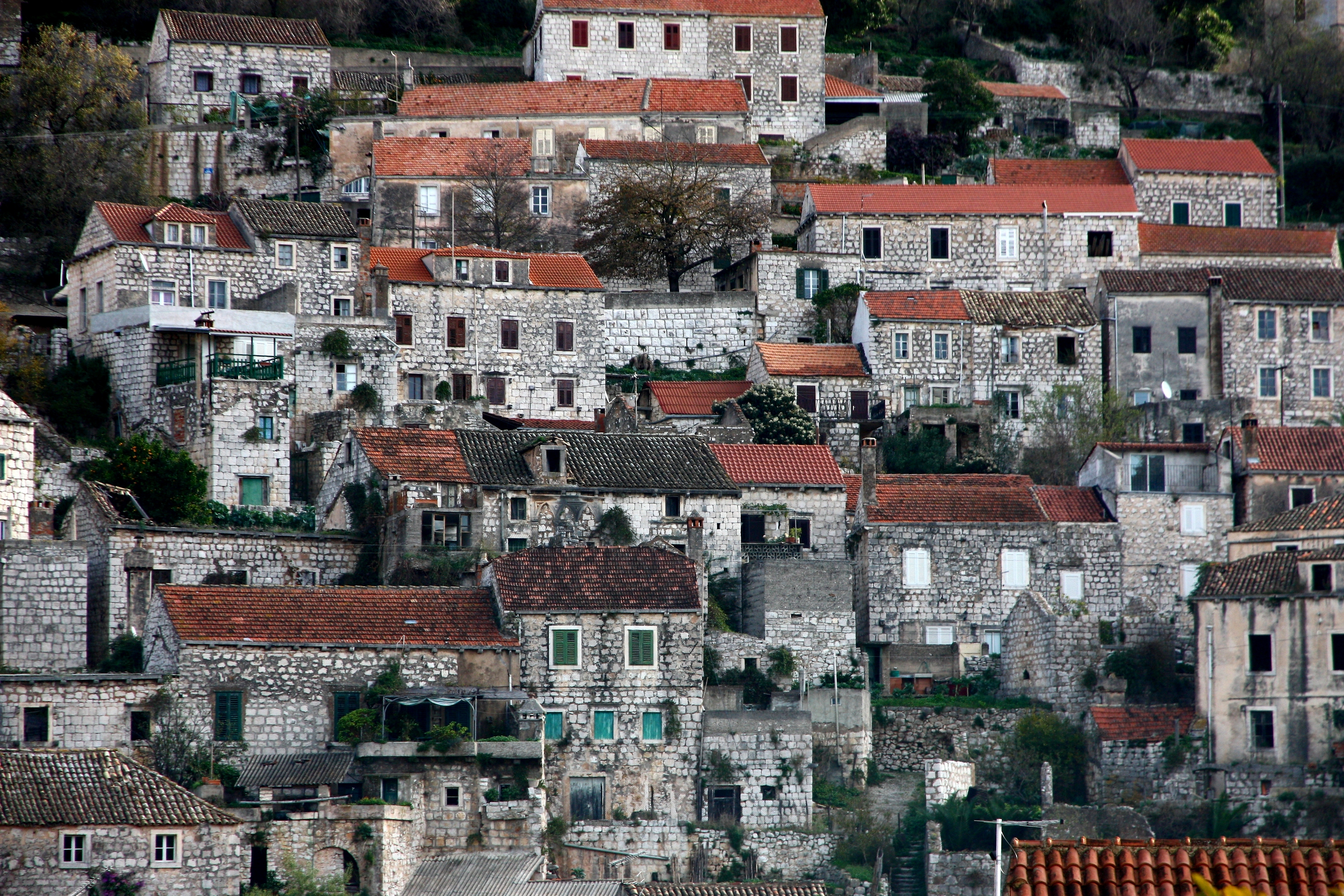

- Glavat
- Lastovo
- Pasadur
- Skrivena Luka
- Sušac
- Ubli
- Zaklopatica